# Olof Hedström
Olof Gustaf Hedström, född den 11 maj 1803 i Småland, död den 5 maj 1877, var en svensk metodistpastor i USA. Han var bror till Jonas Hedström.
Hedström slöt sig efter en häftig religiös kris till en metodistförsamling 1829, blev 1835 pastor samt verkade 1845-75 på ett "betelskepp" i New Yorks hamn. Här uppstod en religiös väckelse bland sjömännen, av vilka flera blev pionjärer för en metodistisk verksamhet i Sverige. Hedström besökte Sverige 1833 och 1863.